# Shaun Wylie
Shaun Wylie (17 janvier 1913 - 2 octobre 2009,) est un mathématicien britannique et un briseur de code de la Seconde Guerre mondiale.

## Jeunesse
Wylie est né à Oxford, en Angleterre. Il est le quatrième fils de Sir Francis Wylie (plus tard le premier directeur de Rhodes House, Oxford) et de sa femme Kathleen Kelly, il fait ses études à la Dragon School (à Oxford) puis au Winchester College. Il remporte une bourse au New College d'Oxford où il étudie les mathématiques et les classiques. En 1934, il part étudier la topologie à l'Université de Princeton, obtenant un doctorat en 1937 avec Solomon Lefschetz comme superviseur. À Princeton, il rencontre son collègue mathématicien anglais Alan Turing. Il devient membre du Trinity Hall, Cambridge en 1938/1939,.

## Décryptage de code de la Seconde Guerre mondiale

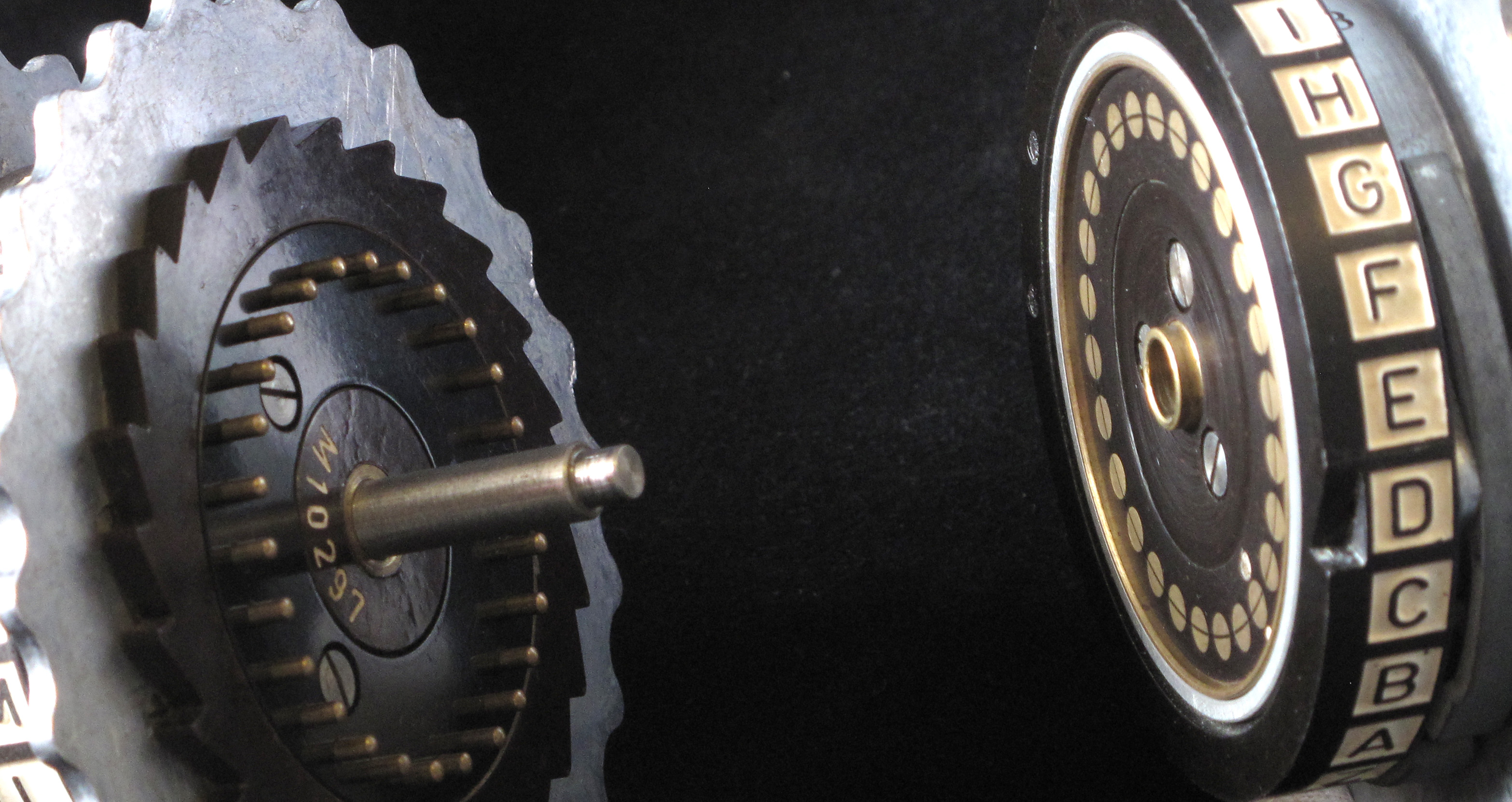
Wylie a contribué à la rupture du code machine Enigma.

Pendant la Seconde Guerre mondiale, Turing est recruté pour travailler à Bletchley Park, le centre britannique de décodage. Turing écrit à Wylie vers décembre 1940, qui enseigne alors au Wellington College, l'invitant à travailler à Bletchley Park. Il accepte et arrive en février 1941. Il rejoint la section de Turing, Hut 8, qui travaille sur la résolution de la machine Enigma utilisée par la Kriegsmarine. Il devient le chef de la sous-section Attaque à texte clair connu et alloue du temps sur les machines de décryptage des bombes. Hugh Alexander, successeur de Turing à la tête de Hut 8, commente que « à l'exception de Turing, personne n'a apporté une plus grande contribution au succès de Hut 8 que Shaun Wylie ; il était étonnamment rapide et ingénieux et a contribué à la théorie et à la pratique dans un nombre de directions différentes ».
Wylie est transféré à l'automne 1943 pour travailler sur « Tunny », un chiffrement de téléimprimeur allemand. Il épouse Odette Murray, une WREN de la section. En 1945, peu de temps après la victoire en Europe, Wylie démontre comment Colossus - des machines électroniques utilisées pour aider à résoudre Tunny - aurait pu être utilisé sans modification pour casser les "roues motrices" de Tunny, une tâche qui était auparavant effectuée à la main. Pendant son séjour à Bletchley Park, il est président du club dramatique. Il a également joué au hockey international pour l'Écosse mais selon son collègue briseur de code IJ Good, il « n'a jamais mentionné aucun de ses succès ».

## Après la guerre
Après la guerre, il est boursier à Trinity Hall jusqu'en 1958 et enseigne les mathématiques. Il est directeur de thèse pour Frank Adams, Max Kelly, Crispin Nash-Williams, William Tutte et Christopher Zeeman. Avec Peter Hilton, il est l'auteur de Homology Theory: An Introduction to Algebraic Topology, publié en 1960.
En 1958, il devient mathématicien en chef au GCHQ, l'organisation britannique de renseignement électromagnétique. En juillet 1969, James Ellis, un autre mathématicien du GCHQ, lui envoie un projet d'article sur la possibilité de ce qu'on appelle le « chiffrement non secret », ou ce qui est maintenant plus communément appelé cryptographie à clé publique, sur lequel Wylie commente « malheureusement, je ne vois rien de mal à cela ». Il prend sa retraite en 1973 et enseigne à la Cambridgeshire High School for Boys (plus tard Hills Road Sixth Form College) à Cambridge pendant sept ans . Il est élu membre honoraire du Trinity Hall en 1980.
Wylie supervise cinq doctorants à Cambridge, à travers lesquels il a plus de 1600 « descendants » en 2021 selon l'American Mathematical Society Mathematical Genealogy Project. En outre, il influence le développement intellectuel de générations d'élèves au Cambridgeshire High School for Boys / Hills Road Sixth Form College où il enseigne les mathématiques et le grec classique et où il produit également des pièces de théâtre (telles que La Cerisaie de Tchekhov) et supervise l'équipe d'échecs de l'école. Il sort également temporairement de sa retraite pour enseigner les mathématiques au Long Road Sixth Form College.
Après avoir pris sa retraite de l'enseignement, Wylie joue un rôle déterminant dans la fondation des libéraux démocrates et dans l'Université du troisième âge (U3A) basée à Cambridge et, au moment de sa mort, se préparait à lire dans la prochaine pièce grecque de Cambridge, Eschyle ' Agamemnon.
Son fils aîné, Keith Wylie (1945–1999), avocat, est un champion international de croquet et open de Grande-Bretagne.
Il est décédé le 2 octobre 2009,.